# Kareeb
Kareeb (hindi: क़रीब, urdu: قریب; tzn. Blisko) to bollywoodzki dramat miłosny z 1998 roku. Reżyseria - Vidhu Vinod Chopra (Parinda). W rolach głównych Bobby Deol i Neha.

## Fabuła
Górskie miasto Rewalsar w Małych Himalajach. Birju (Bobbu Deol) to tym spośród dwóch synów starego Kumara (Saurabh Shukla), o którego ojciec najbardziej się martwi. Przesypia on poranną modlitwę całej rodziny. Nigdy nie towarzyszy ojcu i bratu w sprzedaży barwnych sari. Rozpieszczony przez matkę traktuje życie jak jedną wielką zabawę. Nawet, gdy podczas pooji nad woda urzeka go pełna radości życia, przekorna Neha (Neha), Birju nie zmienia swego stylu życia. Zraża dziewczynę swoimi kłamstwami. Dopiero publicznie wyznawszy w świątyni swoje słabości i obiecawszy poprawę, zjednuje sobie serce Nehy. Teraz pozostaje mu do pokonania - chciwość ojca.Wiedząc, że łasy na pieniądze tata, nie zgodzi się na ślub z dziewczyna bez posagu, Birju rozgrywa cały teatr ofiarowując ojcu posag w postaci... jego własnych pieniędzy ukradzionych z ojcowskiego sejfu. Trwają przygotowania do ślubu. Ozdobiono już dom, pomalowano dłonie obwieszonej klejnotami panny młodej. Nagle do jej domu wpada wzburzony ojciec Birju...

## Obsada
- Bobby Deol ... 	Brij 'Birju' Kumar
- Neha ... 	Neha
- Moushumi Chatterjee... 	Nehy mama
- Johnny Lever	... 	Bighelaal
- Sushma Seth	... 	Lata (pani Thakur Ranbir Singh)
- Saurabh Shukla	... 	Birju ojciec (as Saurab Shukla)
- Shammi Kapoor	... 	Thakur Ranbir Singh

## Piosenki
1. Chori Chori Jab Nazrein Mili
2. Churalo Na Dil Mera Sanam
3. Haan Judaai Se Darta Hai Dil(Kumar Sanu)
4. Tera Ghussa
5. Churalo Na Dil Mera Sanam
6. Tum Juda No Kar Hamen
7. Chori Chori Kismat Ne Awaaz Di
8. Reet Jahi Jag Ki